# Mistrzostwa Polski w piłce siatkowej kobiet (1952)
Mistrzostwa Polski w piłce siatkowej kobiet 1952 – 16. edycja rozgrywek o mistrzostwo Polski w piłce siatkowej kobiet. Rozgrywki miały formę turnieju rozgrywanego w Warszawie.

## Rozgrywki

### Wyniki
| Data       | Drużyna 1        | Wynik | Drużyna 2        | Sety                            |
| ---------- | ---------------- | ----- | ---------------- | ------------------------------- |
| 11.10.1952 | AZS AWF Warszawa | 3:1   | Spójnia Warszawa | 15:12, 17:15, 16:18, 15:5       |
| 11.10.1952 | Kolejarz Gdańsk  | 3:0   | Unia Łódź        | 15:11, 15:9, 15:5               |
|            |                  |       |                  |                                 |
| 12.10.1952 | AZS AWF Warszawa | 3:0   | Kolejarz Gdańsk  | 15:13, 15:10, 15:7              |
| 12.10.1952 | Unia Łódź        | 3:1   | Spójnia Warszawa | 15:10, 15:8, 10:15, 15:9        |
|            |                  |       |                  |                                 |
| 13.10.1952 | Unia Łódź        | 3:2   | AZS AWF Warszawa | 7:15, 15:11, 15:12, 8:15, 15:7  |
| 13.10.1952 | Kolejarz Gdańsk  | 3:2   | Spójnia Warszawa | 15:3, 11:15, 11:15, 15:4, 15:12 |

### Tabela
| Lp. | Drużyna          | Pkt | Mecze | Mecze | Mecze | Sety | Sety | Sety  |
| Lp. | Drużyna          | Pkt | M     | W     | P     | wyg. | prz. | ratio |
| --- | ---------------- | --- | ----- | ----- | ----- | ---- | ---- | ----- |
| 1   | AZS AWF Warszawa | 5   | 3     | 2     | 1     | 8    | 4    | 2.000 |
| 2   | Kolejarz Gdańsk  | 5   | 3     | 2     | 1     | 6    | 5    | 1.200 |
| 3   | Unia Łódź        | 5   | 3     | 2     | 1     | 6    | 6    | 1.000 |
| 4   | Spójnia Warszawa | 3   | 3     | 0     | 3     | 4    | 9    | 0.444 |

## Klasyfikacja końcowa
| Miejsce | Drużyna          |
| ------- | ---------------- |
| 1.      | AZS AWF Warszawa |
| 2.      | Kolejarz Gdańsk  |
| 3.      | Unia Łódź        |
| 4.      | Spójnia Warszawa |